# Список ботаников-систематиков/J

Список начинающихся на букву J обозначений имён ботаников, которые используются при цитировании научных (латинских) биноминальных названий растений.
Международный кодекс ботанической номенклатуры (МКБН) рекомендует в публикациях на ботанические темы, особенно если они касаются таксономии и номенклатуры, указывать авторов названий таксонов. Указание авторов названий таксонов следует выполнять в соответствии с правилами и советами, приведёнными в МКБН. В частности, в МКБН дана рекомендация использовать при цитировании авторов таксонов опубликованную в 1992 году книгу Браммита и Пауэлл Authors of plant names с уточнениями и дополнениями, соответствующими сведениям из баз данных International Plant Names Index и Index Fungorum.
Список обозначений содержит:
- стандартную форму обозначения,
- имя на русском языке (если известно),
- имя на родном языке персоны (или на английском),
- год рождения или годы жизни; в некоторых случаях дан год первой публикации (пометка fl.), в которой использовано данное обозначение.

## Список
- J.-F.Leroy — Леруа, Жан-Франсуа (фр. Jean-François Leroy, 1915—1999)
- J.-P.Lebrun — Jean-Pierre Lebrun, 1932—
- J.Agardh — Агард, Якоб Георг (швед. Jacob Georg Agardh, 1813—1901)
- J.B.Armstr. — de:Joseph Beattie Armstrong, 1850—1926
- J.B.Gillett — Джиллетт, Джен Бевингтон (англ. Jan Bevington Gillett, 1911—1995)
- J.B.Phipps — wikispecies:James Bird Phipps, 1934—
- J.Bauhin — Баугин, Иоганн (de:Johann Bauhin, 1541—1613)[1]
- J.Buchholz — en:John Theodore Buchholz, 1888—1951
- J.C.Buxb. — Буксбаум, Иоганн Христиан (нем. Johann Christian Buxbaum, 1693—1730)[1]
- J.C.Liu — Ju Chang Liu, 1895—
- J.C.Walker — Уокер, Джон Чарлз (англ. John Charles Walker, 1893—1994)
- J.C.Wendl. — Вендланд, Иоганн Кристоф (нем. Johann Christoph Wendland, 1755—1828)[2]
- J.Clayton — Клейтон, Джон (ботаник) (англ. John Clayton, 1694—1773)
- J.Commelijn — Коммелин, Ян (нидерл. Jan Commelin, 1629—1692)[1]
- J.Drumm. — Друммонд, Джеймс (англ. James Drummond, 1787—1863)[3]
- J.E.Gray — Грей, Джон Эдуард (англ. John Edward Gray, 1800—1875)
- J.E.Lange — Ланге, Якоб Эмануэль (дат. Jakob Emanuel Lange, 1864—1941)
- J.Ellis — Эллис, Джон (англ. John Ellis, 1710—1776)
- J.F.Arnold — Арнольд, Иоганн Франц Ксавье (нем. Johann Franz Xaver Arnold, fl. 1785)
- J.F.Bailey — Бейли, Джон Фредерик (англ. John Frederick Bailey, 1866—1938)
- J.F.Macbr. — Макбрайд, Джеймс Фрэнсис (англ. James Francis Macbride, 1892—1976)[4]
- J.F.Mill. — en:John Frederick Miller, 1759—1796[5]
- J.Forbes — Форбс, Джеймс (ботаник) (англ. James Forbes, 1773—1861)
- J.G.Gmel. — Гмелин, Иоганн Георг (нем. Johann Georg Gmelin, 1709—1755)
- J.G.Kühn — Кюн, Юлий (нем. Julius Kühn, 1825—1910)
- J.G.Ortega — wikispecies:Jesús González Ortega, 1876—1936
- J.G.Sm. — Смит, Джаред Гейдж (англ. Jared Gage Smith, 1866—1925)
- J.Gay — Ге, Жак Этьен (фр. Jacques Etienne Gay, 1786—1864)
- J.Gerard — Джерард, Джон (en:John Gerard, 1545—1612)
- J.H.Burnett — Бёрнетт, Джон Харрисон (англ. John Harrison Burnett, 1922—2007)
- J.H.Kirkbr. — wikispecies:Joseph Harold Kirkbride, 1943—
- J.H.Willis — Виллис, Джеймс (en:Jim Willis, 1910—1995)
- J.J.Lister — Листер, Джозеф Джексон (англ. Joseph Jackson Lister, 1857—1927)
- J.J.Sm. — Смит, Иоганн Якоб (нидерл. Johannes Jacobus Smith, 1867—1947)
- J.J.Vassil. — Ja. Ja. Vassiljev, fl. 1940[6]
- J.Jacq. — Жакен, Йозеф Франц фон (нем. Joseph Franz von Jacquin, 1766—1839)[7]
- J.Juss. — Жюссьё, Жозеф де (фр. Joseph de Jussieu, 1704—1779)
- J.Kern. — Кернер, Иоганн Симон фон (нем. Johann Simon von Kerner, 1755—1830)
- J.Kickx f. — Кикс, Жан (фр. Jean Kickx, 1803—1864)
- J.Koenig — Кёниг, Иоганн Герхард (нем. Johann Gerhard König, 1728—1785)
- J.Kost. — Joséphine Thérèse Koster, 1902—1986
- J.Kuhn — Janet Kuhn, fl. 1981
- J.L.Yang — Jun Liang Yang, fl. 1988
- J.Léonard — Леонар, Жан (фр. Jean Joseph Gustave Léonard, 1920—2013)[8]
- J.M.Bigelow — Бигелоу, Джон Милтон (англ. John Milton Bigelow, 1804—1878)
- J.M.Black — Блэк, Джон Мак-Коннелл (англ. John McConnell Black, 1855—1951)
- J.M.Chao — Jew Ming Chao, fl. 1977
- J.M.Coult. — Коултер, Джон Мерл (англ. John Merle Coulter, 1851—1928)
- J.M.H.Shaw — wikispecies:Julian Mark Hugh Shaw, 1955—
- J.Martyn — Мартин, Джон (ботаник) (англ. John Martyn, 1699—1768)
- J.Muir — Мьюр, Джон (англ. John Muir, 1838—1914)
- J.Murata — Jin Murata, 1952—
- J.Nelson — John Nelson, fl. 1860
- J.Oxley — en:John Oxley, 1781—1828
- J.P.Perry — Jesse Parker Perry, fl. 1982
- J.Pardo — Пардо Састрон, Хосе (исп. José Pardo Sastrón, 1822—1909)
- J.Poiss. — Jules Poisson, 1833—1919
- J.Presl — Пресл, Ян Сватоплук (чеш. Jan Svatopluk Presl, 1791—1849)
- J.R.Clarkson — John Richard Clarkson, 1950—
- J.R.Coleman — James Robert Coleman, 1934—
- J.R.Forst. — Форстер, Иоганн Рейнгольд (нем. Johann Reinhold Forster, 1729—1798)
- J.Rémy — Реми, Иезекииль Жюль (фр. Ezechiel Jules Rémy, 1826—1893)
- J.Rothman — Ротман, Юхан (швед. Johan Stensson Rothman, 1684—1763)
- J.Sinclair — James Sinclair (botanist)[англ.], 1913—1968
- J.Sm. — wikispecies:John Smith, 1798—1888
- J.St.-Hil. — Жом Сент-Илер, Жан Анри (фр. Jean Henri Jaume Saint-Hilaire, 1772—1845)[9]
- J.T.Atwood — John T. Atwood, 1946—
- J.T.Howell — Хауэлл, Джон Томас (англ. John Thomas Howell, 1903—1994)
- J.Toman — Томан, Ян (чеш. Jan Toman, 1933—1996)
- J.Traill — wikispecies:James Traill, —1853
- J.Underw. — John Underwood, —1834
- J.V.Lamour. — Ламуру, Жан Венсан Феликс (фр. Jean Vincent Félix Lamouroux, 1779—1825)
- J.W.Moore — wikispecies:John William Moore, 1901—
- J.W.Weinm. — Вайнманн, Иоганн Вильгельм (нем. Johann Wilhelm Weinmann, 1683—1741)[1]
- J.Wagner — Вагнер, Янош (венг. János Wagner, 1870—1955)
- J.Walz — Вальц, Яков Яковлевич (1841—1904)
- J.Woods — [[Вудс, Джозеф]] (англ. Joseph Woods, 1776–1864)
- J.Zeyh. — Цейгер, Иоганн Михаил (нем. Johann Michael Zeyher, 1770—1843)
- Jack — Джек, Уильям (англ. William Jack, 1795—1822)
- Jacks. — Джексон, Джордж (англ. George Jackson, 1790—1811)[10]
- Jacobi — Якоби, Георг Альбано фон (Georg Albano von Jacobi, 1805—1874)
- Jacq. — Жакен, Николаус Йозеф фон (нем. Nicolaus (Nicolaas) Joseph von Jacquin, 1727—1817)
- Jacques — Жак, Анри Антуан (фр. Henri Antoine Jacques, 1782—1866)
- Jacobs — Якобс, Максвелл Ральф (Maxwell Ralph Jacobs, 1905—1979)
- Jaeger — Georg Friedrich (von) Jaeger, 1785—1866
- Jahand. — Émile Jahandiez, 1876—1938
- James — Джеймс, Томас Поттс (Thomas Potts James, 1803—1882)[11]
- Jan — Ян, Георг (нем. Georg Jan, 1791—1866)
- Jancz. — Янчевский, Эдуард Франц (пол. Edward Janczewski-Glinka, 1846—1918)
- Janisch. — Янишевский, Дмитрий Эрастович (1875—1944)
- Janka — Янка, Виктор (нем. Victor von Janka, венг. Janka von Bulcs Viktor, 1837—1890)
- Jansen — Pieter Jansen, 1882—1955
- Jarosch. — Ярошенко, Павел Дионисьевич, 1906—
- Játiva — Carlos D. Játiva, fl. 1963
- Jaub. — Жобер, Ипполит Франсуа (фр. Hippolyte François Jaubert, 1798—1874)
- Jáv. — Яворка, Шандор (венг. Jávorka Sándor, 1883—1961)
- Jenny — Rudolph Jenny, fl. 1985
- Jeps. — Джепсон, Уиллис Линн (англ. Willis Linn Jepson, 1867—1946)
- Jermy — Anthony Clive Jermy, 1932—
- John M.Mill. — John M. Miller, fl. 1993
- John Muir — Мьюр, Джон (ботаник) (англ. John Muir, 1874—1947)
- Johnst. — George Johnston, 1797—1855[12]
- Johow — Йохов, Фридрих Ричард Адельбарт (нем. Friedrich Richard Adelbart Johow, 1859—1933)
- Jongkind — Carel Christiaan Hugo Jongkind, 1954—
- Jord. — Жордан, Алексис (фр. Claude Thomas Alexis Jordan, 1814—1897)[13]
- Jowitt — John F. Jowitt
- Joy Thomps. — Joy Thompson, 1923—
- Jum. — Жюмелль, Анри Люсьен (фр. Henri Lucien Jumelle, 1866—1935)
- Jung — Юнг, Иоахим (нем. Joachim Jungius, 1578—1657)
- Jungh. — Юнгхун, Франц Вильгельм (нем. Franz Wilhelm Junghuhn, 1809—1864)
- Jurtzev — Юрцев, Борис Александрович (1932—2004)
- Jury — Stephen Leonard Jury, 1949-
- Juss. — Жюссьё, Антуан Лоран де (фр. Antoine Laurent de Jussieu, 1748—1836)
- Juz. — Юзепчук, Сергей Васильевич (1893—1959)

### Комментарии
1. 1 2 3 4  Долиннеевский ботаник. Названия, опубликованные им до 1 мая 1753 года, не считаются действительно опубликованными с точки зрения Международного кодекса ботанической номенклатуры, в связи с чем в современной научной литературе это обозначение практически не встречается.
2. ↑  Ещё применялось обозначение: Wendl.
3. ↑  В советское время применяли сокращение Drumm., которое теперь указывает на учёного Thomas Drummond, 1780—1835
4. ↑  Ранее использовалось обозначение: Macbr.
5. ↑  В зоологии используется обозначение: Miller
6. ↑  Другой вариант обозначения: Ja.Vassiliev
7. ↑  Ранее использовалось сокращение: Jacq.f.
8. ↑  Вариант записи обозначения: J.Leonard
9. ↑  Устаревшее обозначение автора: Jaume
10. ↑  Ранее сокращение Jacks. использовалось для обозначения другого учёного — Benjamin Daydon Jackson, 1846—1927
11. ↑  В советское время сокращение James использовалось для обозначения другого учёного — Edwin P. James, 1797—1861
12. ↑  В советское время сокращение Johnst. использовалось для обозначения другого учёного — Ivan Murray Johnston, 1898—1960
13. ↑  Другой вариант написания: Jordan